# Rondo (Arkansas)
Rondo es un pueblo ubicado en el condado de Lee en el estado estadounidense de Arkansas. En el Censo de 2010 tenía una población de 198 habitantes y una densidad poblacional de 75,92 personas por km².

## Geografía
Rondo se encuentra ubicado en las coordenadas 34°39′27″N 90°49′15″O / 34.65750, -90.82083. Según la Oficina del Censo de los Estados Unidos, Rondo tiene una superficie total de 2.61 km², de la cual 2.61 km² corresponden a tierra firme y (0%) 0 km² es agua.

## Demografía
Según el censo de 2010, había 198 personas residiendo en Rondo. La densidad de población era de 75,92 hab./km². De los 198 habitantes, Rondo estaba compuesto por el 27.27% blancos, el 70.71% eran afroamericanos, el 0% eran amerindios, el 0% eran asiáticos, el 0% eran isleños del Pacífico, el 0% eran de otras razas y el 2.02% pertenecían a dos o más razas. Del total de la población el 0.51% eran hispanos o latinos de cualquier raza.